# Chicago Bulls 1985-1986
La stagione 1985-86 dei Chicago Bulls fu la 20ª nella NBA per la franchigia.
I Chicago Bulls arrivarono quarti nella Central Division della Eastern Conference con un record di 30-52. Nei play-off persero al primo turno con i Boston Celtics (3-0).

## Roster
| N°    | Naz.                   | Ruolo | Sportivo          | Anno | Alt. | Peso |
| ----- | ---------------------- | ----- | ----------------- | ---- | ---- | ---- |
|       | Stati Uniti (bandiera) | G     | Ron Brewer        | 1955 | 193  | 82   |
|       | Stati Uniti (bandiera) | GA    | Tony Brown        | 1960 | 198  | 84   |
|       | Stati Uniti (bandiera) | G     | Billy McKinney    | 1955 | 183  | 73   |
|       | Canada (bandiera)      | C     | Mike Smrek        | 1962 | 213  | 113  |
| 0     | Stati Uniti (bandiera) | A     | Orlando Woolridge | 1959 | 206  | 98   |
| 8     | Stati Uniti (bandiera) | GA    | George Gervin     | 1952 | 201  | 82   |
| 10-32 | Stati Uniti (bandiera) | G     | Michael Holton    | 1961 | 193  | 84   |
| 15    | Stati Uniti (bandiera) | G     | John Paxson       | 1960 | 188  | 84   |
| 20    | Stati Uniti (bandiera) | GA    | Gene Banks        | 1959 | 201  | 98   |
| 21    | Stati Uniti (bandiera) | AC    | Sidney Green      | 1961 | 206  | 100  |
| 22    | Stati Uniti (bandiera) | A     | Rod Higgins       | 1960 | 201  | 91   |
| 23    | Stati Uniti (bandiera) | G     | Michael Jordan    | 1963 | 198  | 88   |
| 24    | Stati Uniti (bandiera) | G     | Kyle Macy         | 1957 | 191  | 79   |
| 33    | Stati Uniti (bandiera) | C     | Jawann Oldham     | 1957 | 213  | 98   |
| 34    | Stati Uniti (bandiera) | C     | Charles Oakley    | 1963 | 203  | 102  |
| 40    | Stati Uniti (bandiera) | C     | Dave Corzine      | 1956 | 211  | 113  |
| 44    | Stati Uniti (bandiera) | G     | Quintin Dailey    | 1961 | 191  | 82   |

## Staff tecnico
- Allenatore: Stan Albeck
- Vice-allenatori: Murray Arnold, Billy McKinney, Tex Winter
- Vice-allenatore/scout: Mike Thibault
- Preparatore atletico: Mark Pfeil